# Římskokatolická farnost Droužkovice
Římskokatolická farnost Droužkovice (lat. Trauschkovicium) je zaniklá církevní správní jednotka sdružující římské katolíky v Droužkovicích a okolí. Organizačně spadala do krušnohorského vikariátu, který je jedním z deseti vikariátů litoměřické diecéze.

## Historie farnosti
Již roku 1352 byla v místě plebánie. Matriky jsou vedeny od roku 1658.
Farnost existovala do 31. prosince 2012 jako součást chomutovského farního obvodu. Od 1. ledna 2013 zanikla sloučením do farnosti Údlice-Přečaply, která však zanikla od 3. ledna 2013 sloučením s farností-děkanství Chomutov.

### Duchovní správcové vedoucí farnost
Začátek působnosti jmenovaného v duchovní správě farnosti od:
- Nicolaus
- 1357   Nicolaus
- 1603   Wolfgangus Stich
- 1699   Augustinus Sartorius O. Cist., n. 1663 Klostergrab, † 1. 11. 1723
- 1703   Rudolphus Peska
- 1711   Joannes Christ. Müller
- 1721   Casparus Rädler
- 1733   Ferdinandus Betlehem
- 1757   Josephus Petrowitz
- 1776   Quido Winckler, † 6. 9. 1799
- 1800   Jos. Maschke, n. 20. 8. 1758 Rosenhainens., o. 25. 7. 1786, † 28. 10. 1823
- 1823   Franc. Koehler, n. 7. 3. 1777 Komotau, o. 7. 12. 1799, † 15. 8. 1842
- 1831   par. vacat
- 1831   Car. Richter, n. 31. 7. 1787 Kommotau, o. 8. 2. 1809
- 1846   Anton. Tichy, n. 9. 1. 1814 Czernowic, o. 1. 8. 1839, † 23. 3. 1876
- 1848   Jos. Blasche, n. 13. 3. 1783 Bilin, o. 5. 4. 1807, † 5. 6. 1861
- 1862   Joann. Zumann, n. 24. 5. 1795 Bělens., o. 24. 8. 1819, † 25. 3. 1868
- 1867   par. vacat, adm. int. Ferd. Kohlert
- 1868   Laur. Hoentschel, n. 19. 2. 1808 Lobendau, o. 4. 8. 1834, † 17. 3. 1890
- 1890   Jacob. Knechtel, n. 25. 7. 1830 Hasel, o. 25. 7. 1842, † 21. 9. 1907
- 1901   par. vacat, admin. interc. Franc. Polák
- 1902  Wenc. Macoun, n. 22. 9. 1864 Hradiště, o. 29. 6. 1890, † 1955
- 1. 12.1929   Franc. Mahrla, n. 22. 8. 1891 Kottwitz, o. 2. 7. 1916, † 11. 10. 1965
- 1. 8. 1947 Jaroslav Knespl
- 1. 8. 1954    Steph. Půček
- 15. 10. 1958 Josef Vadovič
- 1. 11. 1959  Josef Jech
- 1. 2. 1969   Joann. Audy
- 1. 8. 1970   Vladimír Kusý
- 1. 8. 1971  František Tomšík
- 1. 8. 1982   Josef Šprlák
- 1. 6. 1985   Miroslav Maňásek SDB
- 1. 7. 1986   Jan Kozár
- 1. 2.  2004 – 31. 12. 2012 Alois Heger, admin. exc.[3]

Kromě kněží stojících v čele farnosti, působili ve farnosti v průběhu její historie i jiní kněží. Většinou pracovali jako farní vikáři, kaplani, katecheté, výpomocní duchovní aj.

## Území farnosti
Do farnosti náleželo území obce Droužkovice (Trauschkowitz).

## Římskokatolické sakrální stavby a místa kultu na území farnosti
| | Fotografie | Stavba              | Místo       | Bohoslužby                      | Zeměpisné souřadnice             | Status                                                                                          | Číslo kulturní památky                       |
| Kostel | Kostel     | Kostel              | Kostel      | Kostel                          | Kostel                           | Kostel                                                                                          | Kostel                                       |
| --- | ---------- | ------------------- | ----------- | ------------------------------- | -------------------------------- | ----------------------------------------------------------------------------------------------- | -------------------------------------------- |
| 1. |            | Kostel sv. Mikuláše | Droužkovice | bližší informace o bohoslužbách | 50°25′51″ s. š., 13°25′48″ v. d. | do 31. prosince 2012 farní kostel, od 3. ledna 2013 filiální kostel farnosti-děkanství Chomutov | 29780/5-495 (Pk•MIS•Sez•Obr•WD) (Q18180869)  |
| Kaple |            |                     |             |                                 |                                  |                                                                                                 |                                              |
| 2. |            | Kaple Panny Marie   | Droužkovice | bohoslužby příležitostně        | 50°25′40″ s. š., 13°25′32″ v. d. | kaple                                                                                           | 10397/5-5520 (Pk•MIS•Sez•Obr•WD) (Q37181829) |
| Některé drobné sakrální stavby a pamětihodnosti lze dohledat zde v databázi Drobné sakrální památky Zaniklé sakrální stavby lze dohledat zde v databázi Poškozené a zničené kostely, kaple a synagogy v České republice |            |                     |             |                                 |                                  |                                                                                                 |                                              |

Ve farnosti se mohou nacházet i další drobné sakrální stavby, místa římskokatolického kultu a pamětihodnosti, které neobsahuje tato tabulka. Patří k nim sloupy Immaculaty z roku 1736 a Nejsvětější Trojice z roku 1757. Dále pískovcový kříž z roku 1738 a třípatrová hranolová zvonice z konce 16. století stojící u kostela sv. Mikuláše.